# Agestrata
Agestrata es un género de escarabajos de la familia Scarabaeidae.

## Especies
- Agestrata alexisi Devecis, 2004
- Agestrata amakerei Jakl & Krajcik, 2006
- Agestrata antoinei Allard, 1995
- Agestrata arnaudi Allard, 1990
- Agestrata boudanti Alexis & Delpont, 2000
- Agestrata dehaani Gory & Percheron, 1833
- Agestrata lata Richter, 2008
- Agestrata luconica Eschscholtz, 1829
- Agestrata orichalca (Linnaeus, 1769)
- Agestrata parryi Wallace, 1867
- Agestrata punctatostriata Lansberge, 1880
- Agestrata semperi Mohnike, 1873
- Agestrata ultramarina Jakl, 2008